# Beryllophantis alphophora
Beryllophantis alphophora is een vlinder uit de familie van de bladrollers (Tortricidae). De wetenschappelijke naam van de soort is voor het eerst geldig gepubliceerd in 1979 door Horak & Sauter.